# Тектицит
Тектицит (рос. тектицит; англ. tecticite; нім. Tekticit  m) — галунний мінерал, водний сульфат алюмінію і заліза.
Назва від грецьк. «тектикос» — той, що плавиться (J.F.A. Breithaupt, 1841). Син. — алуноґен (алюноґен) залізний, феріалю(у)ноген, гауліт, грауліт.

## Опис
Хімічна формула: (Al, Fe3+)2[SO4]3•18H2O. Густина 1,7-1,8. Тв. 1,5-2,0. Сильно гігроскопічний. На повітрі швидко опливає.
Знахідки: Брьойнсдорф і Грауль (Саксонія, Німеччина).